# Mahler Spur
Der Mahler Spur ist ein rund 10 km langer Gebirgskamm im nördlichen Teil der Alexander-I.-Insel vor der Westküste der Antarktischen Halbinsel. Er ragt 11 km östlich des südlichen Endes der Debussy Heights auf und erstreckt sich nach Westen in den Mozart-Piedmont-Gletscher.
Aus der Luft entdeckt und grob kartiert wurde er 1937 bei der British Graham Land Expedition (1934–1937) unter der Leitung des australischen Polarforschers John Rymill. Luftaufnahmen der US-amerikanischen Ronne Antarctic Research Expedition (1947–1948) dienten dem britischen Geographen Derek Searle vom Falkland Islands Dependencies Survey im Jahr 1960 für eine genauere Kartierung. Das UK Antarctic Place-Names Committee benannte den Gebirgskamm 1961 nach dem österreichischen Komponisten Gustav Mahler (1860–1911).